# Port lotniczy Garbaharey
Port lotniczy Garbaharey (kod IATA: GBM) – lotnisko obsługujące miasto Garbahaarey.